# Sapieżyszki
Sapieżyszki (lit. Zapyškis) – dawne miasto, obecnie miasteczko na Litwie, nad Niemnem, w okręgu kowieńskim, w rejonie kowieńskim, siedziba starostwa Sapieżyszki; kościół, szkoła, urząd pocztowy.

## Historia
Król Zygmunt I Stary podarował Sapieżyszki rodowi Sapiehów, który wybudował tu kościół i pałac (niezachowany). Andrzej Sapieha na pocz. XVII wieku sprzedał miejscowość Grzegorzowi Massalskiemu. Jego syn Aleksander miał córkę, która wstępując do zakonu bernardynek w Kownie, zapisała Sapieżyszki na rzecz klasztoru. W 1655 roku wojska moskiewskie spaliły miejscowość. Po III rozbiorze Rzeczypospolitej władze pruskie po 1795 roku dokonały kasaty zakonu i przejęły Sapieżyszki na własnością rządu pruskiego. W tym czasie Sapieżyszki wchodziły w skład prowincji Prusy Nowowschodnie. W latach 1807–1815 Sapieżyszki wchodziły w skład Księstwa Warszawskiego. Po klęsce Napoleona Sapieżyszki od 1816 roku do upadku powstania listopadowego w 1832 roku wchodziły w skład Królestwa Polskiego. W 1825 roku otrzymały prawa miejskie, które Rosjanie odebrali ukazem z 28 sierpnia 1870 w ramach represji po powstaniu styczniowym. Do 1920 leżały w powiecie mariampolskim. W dniu 10 października 1920 r. na podstawie umowy suwalskiej miejscowość znalazła się w składzie Litwy kowieńskiej. W związku z zalewaniem domów, miejscowość obecnie znajduje się na terenie położonym wyżej, a miejsce dawnej zabudowy wyznacza jedynie gotycki kościół. W 1942 roku zbudowano kościół w wyżej położonej części miejscowości. Po 1945 roku Sapieżyszki znalazły się w składzie ZSRR. W tym czasie Sapieżyszki stały się siedzibą kołchozu specjalizującego się w hodowli ziemniaków oraz zbudowano dom kultury z platformą widokową. Od 1990 roku w Republice Litwy.

## Zabytki
- Kościół gotycki pw. św. Jana Chrzciciela zbudowany około połowy XVI wieku. Wg źródeł kościelnych świątynia powstała dopiero w 1578 roku, co oznaczałoby, że jego gotycka forma podczas budowy była już anachroniczna[2]. Ze wzmianek wiadomo, że w 1667 roku kościół został poświęcony, co oznacza, że przypuszczalnie został wcześniej uszkodzony przez wojska Carstwa Moskiewskiego[2]. W XVIII wieku dobudowano do fasady kościoła drewnianą dzwonnicę, która jednak nie przewyższała kalenicy szczytu (obecnie dzwonnica już nie istnieje). W 1812 roku wojska francuskie urządziły w kościele stajnię. Restaurowany w 1923 roku. W 1952 roku przeprowadzono kolejną renowację. Prezbiterium, poza niewielkimi partiami murów przy nawie głównej, jest rekonstrukcją[3].
- Kaplica cmentarna w stylu barokowym

## Holocaust
Wg Raportu Jägera w 1941 roku, składające się z Niemców i Litwinów z Tautinio Darbo Apsaugos Batalionas przybyłe z Kowna Rollkommando Hamann zamordowało w Sapieżyszkach 47 mężczyzn, 118 kobiet i 13 dzieci spośród żydowskich mieszkańców miejscowości. Zamordowanych upamiętniono pomnikiem w języku hebrajskim i litewskim.

## Galeria

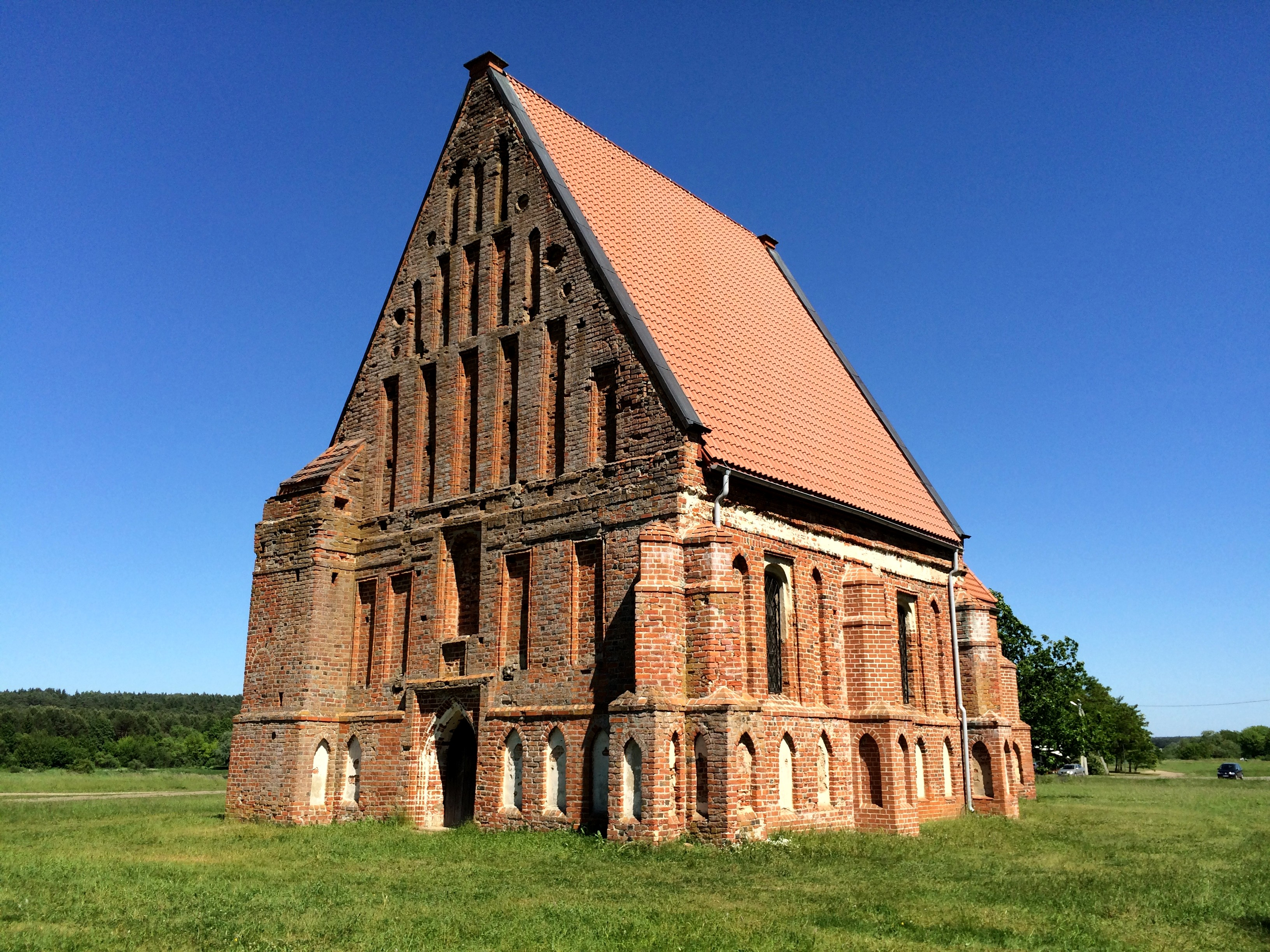
Kościół gotycki św. Jana Chrzciciela - fasada
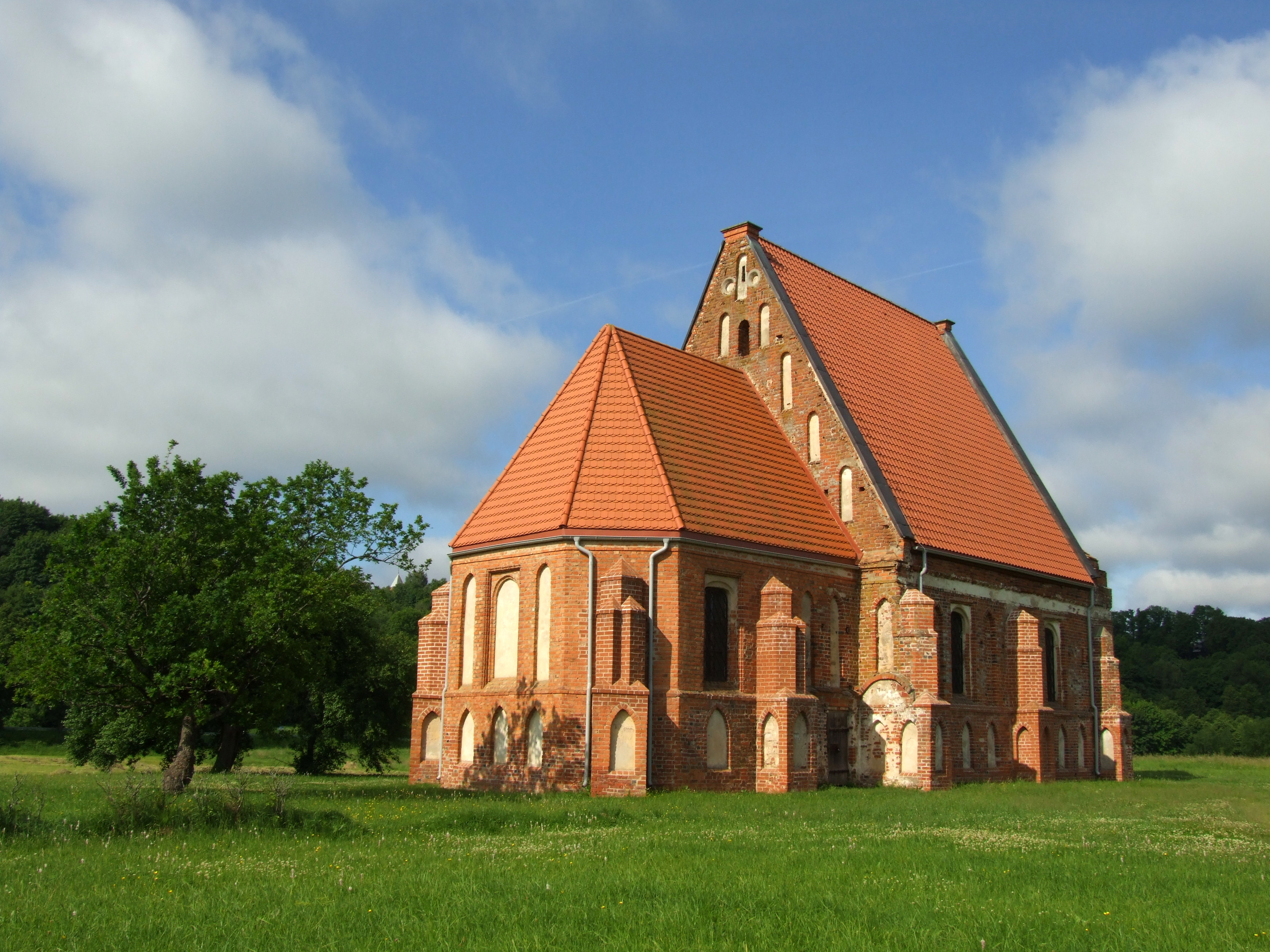
Kościół gotycki św. Jana Chrzciciela - prezbiterium
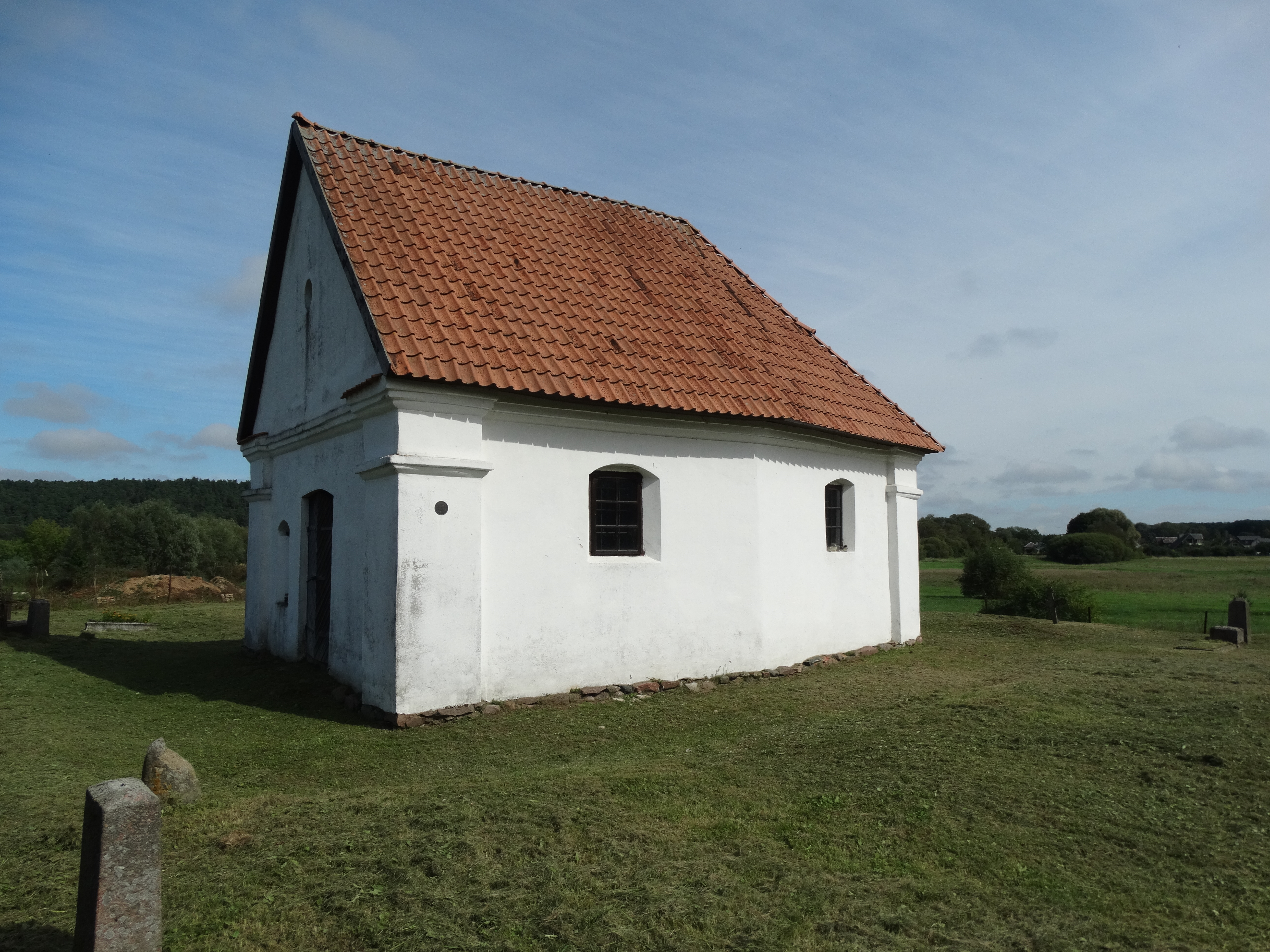
Kaplica cmentarna
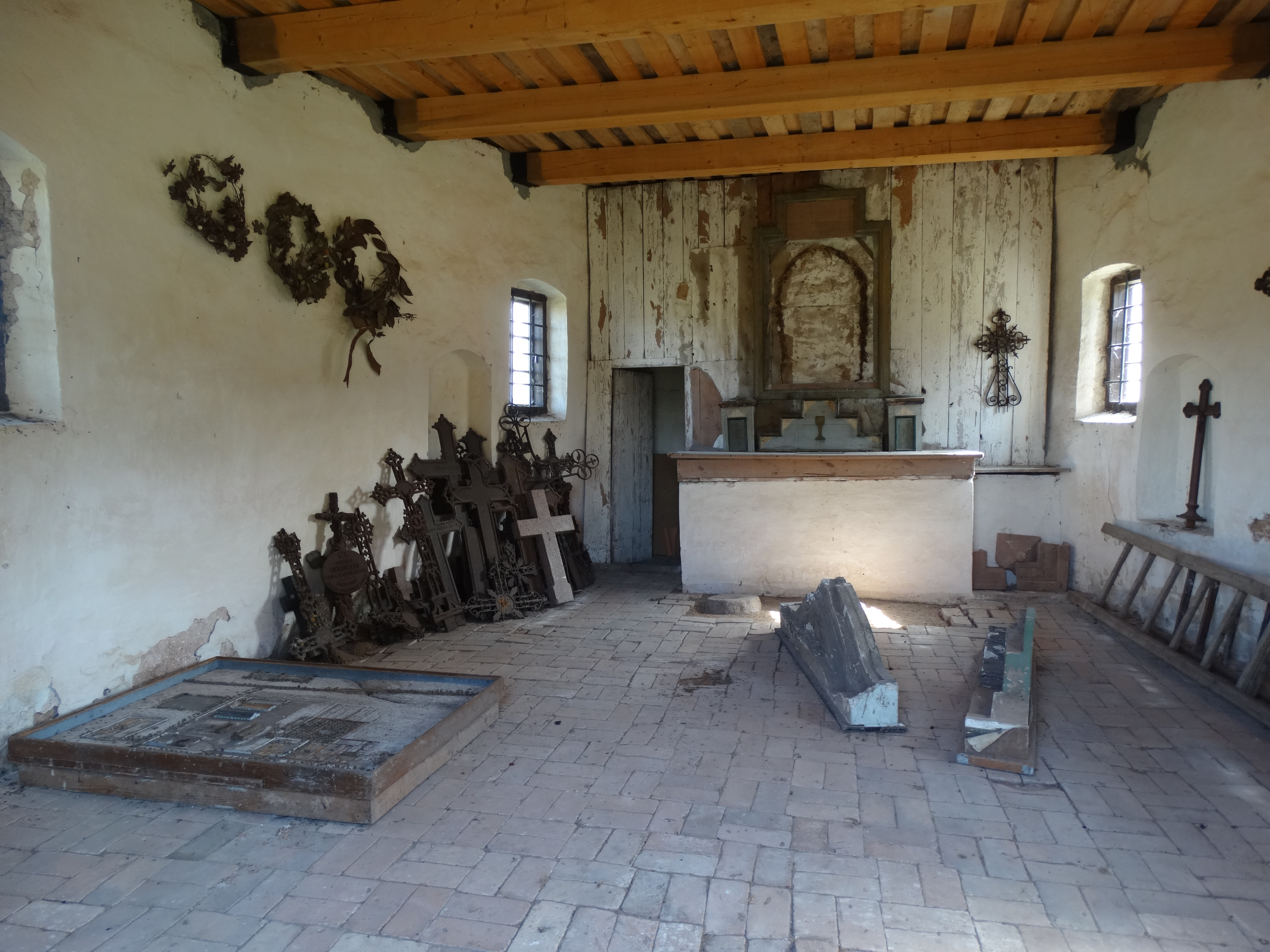
Wnętrze kaplicy cmentarnej